# 군포 둔대동 박씨 고택
둔대동 박씨 고택(屯垈洞 朴氏 古宅)은 대한민국 경기도 군포시 둔대동에 있는 일제강점기의 건축물이다. 2019년 10월 6일 향토유적 지정예고를 거쳐, 2019년 11월 27일 군포시의 향토유적 제1호로 지정되었다.

## 지정 사유

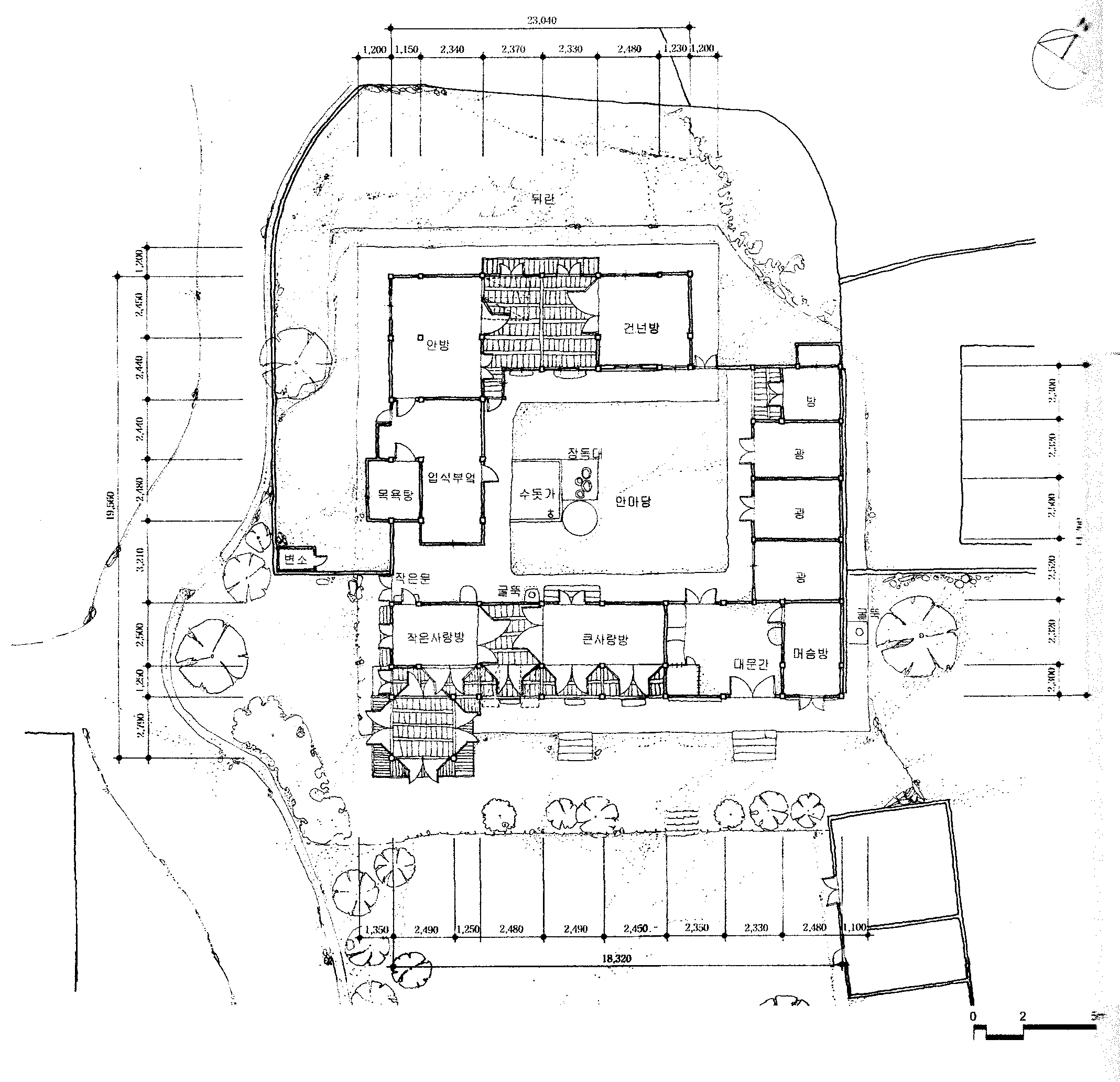
둔대동 박씨 고택 평면배치도(1999년 조사)

둔대동 박씨 고택은 1930년대 농촌 계몽운동을 이끌어 지역 교육발전에 힘쓴 박용덕이 1927년에 건립한 것으로, 건축수법과 재료가 변화된 시대적 흐름을 반영하면서도 고급 목재를 사용하여 구조적 안정성과 전통 한옥의 아름다움을 동시에 구현해 낸 수준 높은 가옥이다.
가옥의 배치는 ㄱ자형 안채와 ㄴ자형 바깥채로 구성되는 전형적인 경기도 민가의 튼ㅁ자형 배치를 하고 있지만, 바깥채 전면으로 누마루를 설치하여 격조를 더하고 있는 점은 다르다. 안채와 사랑채 모두 5량가에 기와지붕으로, 안채는 큰 장식 없이 단아하게 지은 반면, 외부로 노출되는 사랑채는 추녀가 솟아보이도록 귀솟음의 물매를 세게 잡아 당당한 외관을 형성하고 있다.
누마루는 부재 머리에 초각을 한다거나 수장재 위에 소로를 설치하고 사랑방 내부에도 굽은 들보를 노출시켜 장식성을 더하였다. 1920년대 후반 서울에서는 규격화된 부재와 유리를 사용한 창호, 새로운 형식의 철물 등을 사용한 도시형 한옥이 유행하였는데, 박씨 고택은 그 시대적 흐름을 받아 들여 지은 집으로 곳곳에서 그 내용을 확인할 수 있다.
둔대동 박씨 고택은 농촌계몽 운동을 주도한 역사적 인물이 건립한 가옥으로, 시대적·건축적 양상을 잘 나타내는 점이 돋보이며, 건축시기가 명확할 뿐 아니라 전체적으로 균열이나 뒤틀림 없이 보존 상태가 양호하여 향토사적 건축적 가치가 높다고 평가되고 있다.